# Cuillin Hills
Cuillin Hills är en bergskedja i Storbritannien.   Den ligger i kommunen Highland och riksdelen Skottland, i den nordvästra delen av landet, 700 km nordväst om huvudstaden London. Cuillin Hills ligger på ön Skye.
Cuillin Hills sträcker sig 61 km i sydostlig-nordvästlig riktning. Den högsta punkten är 992 meter över havet.
Topografiskt ingår följande toppar i Cuillin Hills:
- Am Basteir
- Beinn a Bhraghad
- Beinn Bhreac
- Beinn Dearg
- Ben Lee
- Blaven
- Bruach na Frithe
- Glamaig
- Marsco
- Roineval
- Sgurr a' Ghreadaidh
- Sgùrr a' Mhadaidh
- Sgùrr Alasdair
- Sgùrr Dearg
- Sgùrr Dubh Mor
- Sgùrr MhicChoinnich
- Sgurr na Banachdaich
- Sgurr nan Eag
- Sgùrr nan Gillean
- Sgurr nan Gobhar